# Єлецьке князівство
Єлецьке князівство — в кінці XIV сторіччя удільне князівство, а вже на початку XV сторіччя - самостійне князівство (земля) зі столицею в Єльці.
За 1389 рік вперше згадується єлецький князь Юрій, в 1395 році князівство зазнало навали Тимура, у 1414 році Єлець знищено татарами. У 1483 році територія увійшла до складу Великого князівства Московського.

## Зародження князівства

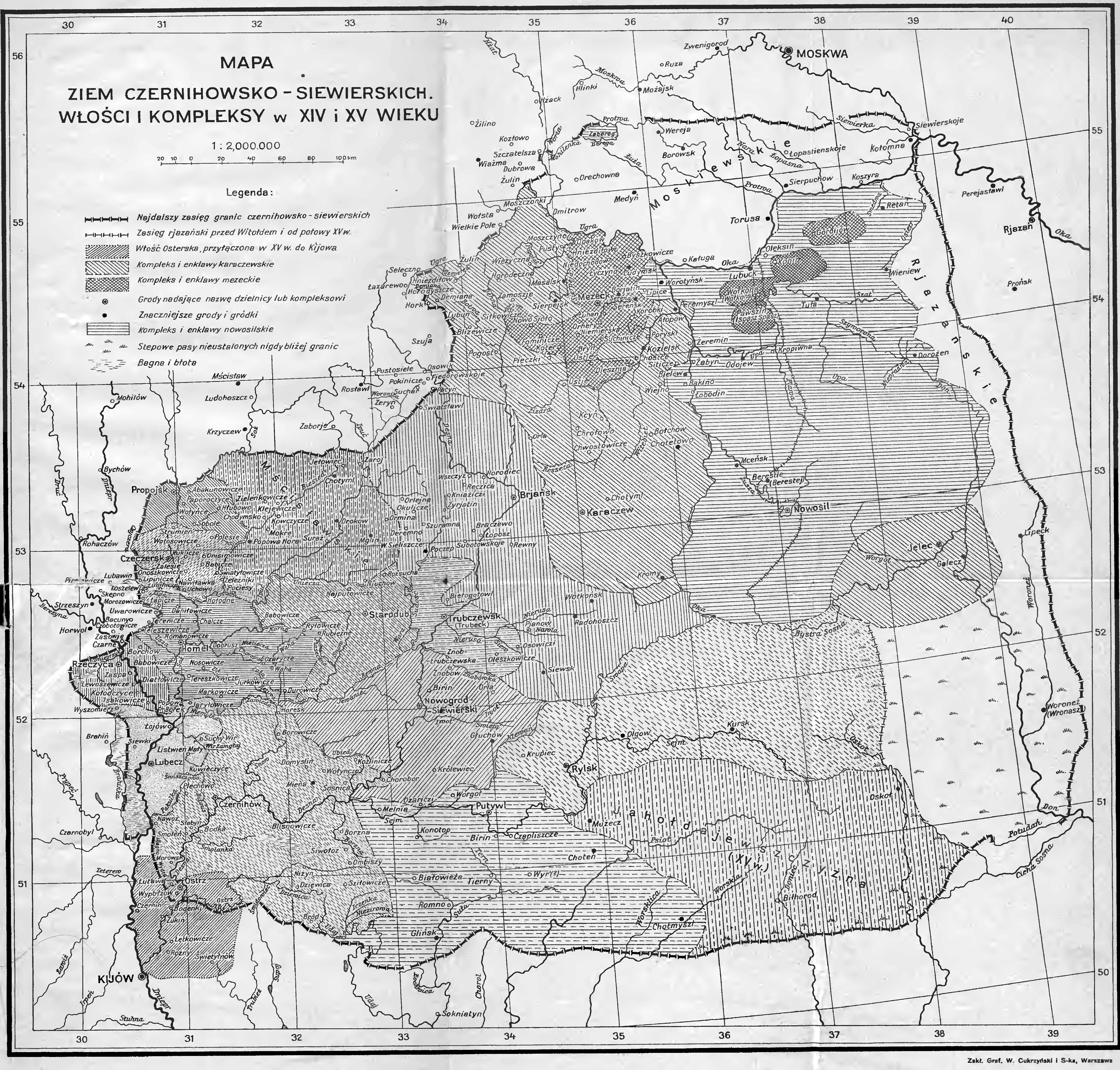
Чернігівські землі в XV сторіччі

Землі майбутнього Єлецького князівства перебували у складі Русі до виділення Чернігівського князівства у 1097 році; потім у складі Чернігівського князівства до виділення з нього Рязанського князівства у 1129 році. Надалі належали або до Посейм'я у складі Новгород-Сіверського князівства й на початку XIV сторіччя до Київського князівства, або до Рязанського князівства.
У письмових історичних джерелах не зустрічається Єлецьке князівство до другої половини XIV сторіччя. Хоча елецькі краєзнавці XIX сторіччя (наприклад, М. Ридінгер «Матеріали до історії й статистики Єлецького повіту») схильні були починати відлік його існування з середини XII сторіччя та раніше. Ця думка ґрунтується на інформації у Никонівському літописі, що у 1146 році «з Єльця» до Києва приїхав представник Рязанського княжого дому, князя Андрія Ростиславича.

## Межі Єлецького князівства
Про значні межі Єлецького князівства ще домонгольської доби дає уявлення і, приводятся В. П. Горловим й А. В. Новосельцевим, запис «Пискаревського літописця» за 1584 рік:
«Того ж року великий государ й великий князь Федір Іванович всієї Русі… наказує боярину своєму слузі й конюшему Борису Федоровичу Годунову та дьяку ближньому своєму Андрієві Щелканову городи ставити на поле й Сівері, й до Астрахані, що за багато років запустіли від безбожних агорян й від міжусобних лайок: Єлецьких князів вотчина — Лівни, Койса, Оскіл, Валуйка, Бєлгарія, Самара, Кроми, Монастирів та інших багато польських й сіверських».
У період Рязанського князівства кордон Єлецького наділу з Пронським князівством проходила річкою Красива Меча, або по вододілу цієї річки з річкою Пронею. Західна й північно-західна межа Єлецької землі, мабуть, колись межувала з Новосільським князівством.. Південна межа Єлецького уділу досить часто змінювалася й ще до половецького й татаро-монгольського розорення південних й надчорноморських меж історичної Русі, вона проходила природними межами Середньоруської височини. Середньоруська височина чітко відокремлює Єлецьку землю від стародавнього Тмутараканського князівства Мстислава Хороброго й Курського князівства, а ще раніше й від підконтрольних земель хозар, згодом печенігів та половців. Вже половці й наступна татаро-монгольська навала перетворили ці землі на Дике поле, що на сторіччя стали степовим коридором кочовиків на шляху з Азії до Європи,.
У XIV сторіччі Єлецьке князівство охоплювало все сточище річки Бистра Сосна, від верхів'їв, що безпосередньо примикає до верхів'їв Оки, до гирла, при впадінні Швидкої Сосни у Дін; на заході межувало з землею Чернігівського князівства, що перебувало під владою Великого князівства литовського.. Пізніше, західна межа Єлецької землі усталилася, ймовірно, за західними межами округи міст Лівни, Новосіль та земель пізнішого Єфремова, охоплюючи їх уділами весь південно-східний край Середньоруської височини до її зниження на захід, таким чином сягаючи початку Орлівського рівнинного лісостепу. У другій половині XIV сторіччя на півдні територія Рязанського князівства, у складі якого був Єлець зі своїм уділом, доходила до річки Ворона.

## Під владою Великого князівства Литовського (1362-1395)
За версією В. В. Лаптенкова, Єлецьке князівство належало до Великого князівства Литовського у другій половині XIV сторіччя. Дослідник наводить в обґрунтування цього наступні аргументи:
- Єлець не згадується в московсько-рязанських угодах;
- Новосільский князь у той час переїхав з Новосіля в розташований північніше Одоєв через татарські набіги, а дроблення Новосільського князівства почалося пізніше.
- У «Списку руських міст далеких й близьких» Курськ й Коршів на Сосні віднесені не до заліським міст, а до київських, що перебувають під владою Литви з 1362 року;
- Мацей Стрийковський писав, що у 1362 році Ольгерд прогнав татар «за Дон».

### Подорож Київського митрополита Пимена з Москви до Константинополь (1389)
Перша достовірна звістка про наявність в Єльці князя, й, відповідно, князівства, дійшло до нас у щоденникових записах Ігнатія Смолянина, що супроводжував Київського митрополита Пимена з Москви у Константинополь у 1389 році.

#### Князь Юрій Єлецький
9 травня 1389 року, пройшовши гирлі річки Вороніж, караван Пимена зустрів єлецького князя Юрія «з боярами й багатьма людьми». По батькові князя Юрія не називається, а положення першого єлецького князя з таким іменем у традиційному родоводу єлецьких князів не узгоджується з зразковим часом народження засновника династії Федора Івановича. У розлогій редакції «Ходіння митрополита Пимена в Царгород», що увійшла в Никонівський літопис, міститься також інформація про зустріч князем Юрієм митрополита за наказом Олега Рязанського. Літопис створювався під керівництвом митрополита Даниїла, який був рязанського походження, що пояснює попадання в нього відомостей про поїздку Андрія Ростиславича та про наказ Олега Рязанського.

## Розорення кипчаками

### Навала Тамерлана (1395)
Найзначнішою подією у історії Єлецького князівства була навала Тимура у 1395 році. Про цю подію й у зв'язку з нею про Єлець згадують практично всі руські літописи того часу. Примітно, що Єлецьке князівство у тих оповіданнях однозначно та недвозначно іменується «землею», яку тамерланове військо «поплені». Термін «земля» у руських літописах означав самостійну державу, а не уділ або васальне князівство. Інакше кажучи, треба вважати, що Єлецька земля на 1395 рік не входила до складу Руських земель, ані до Великого князівства Литовського, ані Рязанського, ані до Золотої Орди. У жодному з літописних оповідань єлецького князя не названо по імені, про нього говориться лише, що він був узятий в полон. Причина полону не відома, оскільки про опір єлецького князя загарбникам також не говориться ані слова. Військо Тамерлана два тижні стояла на єлецьких землях, а потім ніким не гнана пішла на південь. Цю подію було приписане заступництву ікони Володимирської Божої Матері й стало джерелом для численних пізніших місцевих й загальноруських сказів. Певно, після 1395 року Єлець проіснував ще близько 20 років, що значить, що він не був вщент розорений військом Тимура.

### Князь Єлецький Федір Іванович
В кінці XIV сторіччя, коли удільний козельський князь Іван Титович розділив свою «вітчину» між синами, молодший син Федір отримав в управління Єлець з волостю й став родоначальником Єлецьких князів.
«Сказання про Мамаєве побоїще» згадує Єлецького князя Федора в числі воєвод загальноруського війська, який воював на Куликовому полі 8 вересня 1380 року. За іншими даними батьки Федора Івановича, Іван Титович Козельський й Агрипина Олегівна Рязанська, одружилися тільки у 1377 році, а значить їх син Федір не міг бути учасником Куликовської битви й княжив пізніше.

### Похід Едигея на Москву (1408)
Близько 1408 року елецькі землі знову зазнали руйнування. В околицях Єльця на сьогоднішній день виявлено три скарби датовані цим роком. Відомо, що в 1408 році на Москву ходив хан Едигей. Можливо, вище згадане розорення було пов'язано з цим походом.

### Розорення татарами (1414-1415)

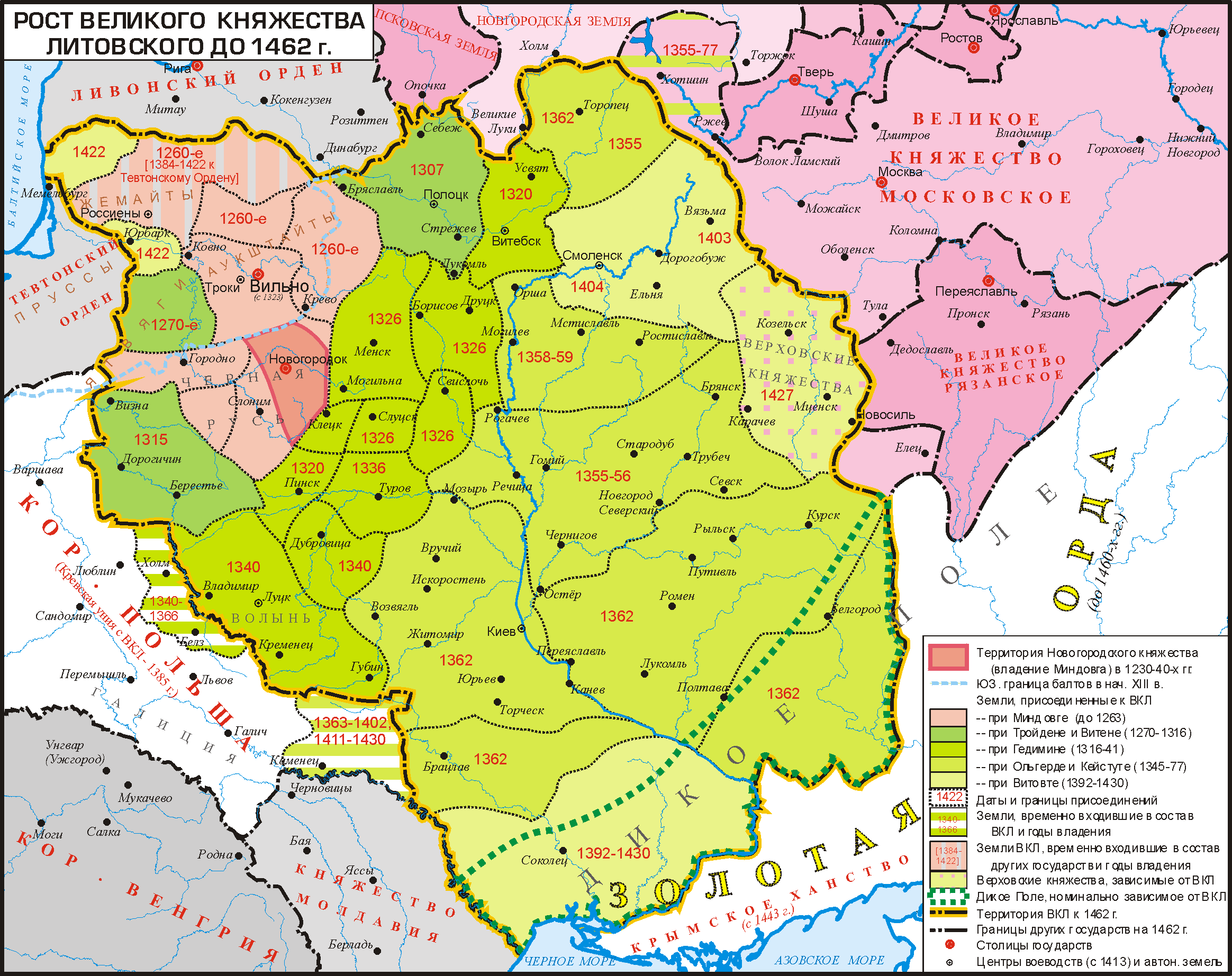
Верховські князівства на московсько-литовському прикордонні

Руські літописи останній раз згадують княжий Єлець XV сторіччя між 1414 і 1415 роками. Приблизно у цей час Єлець зазнав нападу якихось татар, що вбили єлецького князя (ім'я знову не згадується) та зруйнували місто.  

## Під владою Великого князівства Рязанського (1415-1483)
Єльчани, що вижили, стекли до Рязані. З того часу остаточно розорені й сильно спорожнілі елецькі землі, ймовірно, відійшли до Великого князівства Рязанського, 

## Під владою Великого князівства Московського (з 1483)
Внаслідок московсько-рязанської угоди 1483 року єлецькі землі передані московському князю Івану III Васильовичу Великому. Показово, що в угоді мова йде не про місто, а про єлецькі землі. Ймовірно, що самого міста після 1414—1415 років вже не існувало. Принаймні, московські літописи не згадують про нього серед існуючих міст.
Єлецька земля потрапила під вплив Великого князівства Московського у 1483 році, коли Єлецькі князі вступили на службу Московському князю,
Межі землі, початково названою «Єлецька», розширюються на південь, південний схід й схід, доходять на півдні до річки Оскіл й гирла Вороніжа, а на сході до майбутніх міст Козлов (тепер Мічуринськ) й Тамбов.
У 1592 році московський цар Федір Іоаннович (син Івана IV Грозного) віддав наказ про будівництво фортеці на місці старого Єльця й сюди були переведені служиві люди з московських й підконтрольних Москві сіверських земель.